# Mistrzostwa Ameryki Południowej w Lekkoatletyce 2011 – rzut oszczepem mężczyzn
Rzut oszczepem mężczyzn – jedna z konkurencji rozegranych podczas lekkoatletycznych mistrzostw Ameryki Południowej w Buenos Aires.
Złoty medal – drugi raz w karierze – zdobył reprezentant Kolumbii Arley Ibargüen.

## Terminarz
| Data           | Godzina | Runda |
| -------------- | ------- | ----- |
| 5 czerwca 2011 | 13:40   | Finał |

## Rekordy
Tabela prezentuje rekord świata, Ameryki Południowej oraz czempionatu Ameryki Południowej, a także najlepsze rezultaty w Ameryce Południowej i na świecie w sezonie 2011 przed rozpoczęciem mistrzostw.
| Rekord świata                  | Jan Železný        | 98,48 | Jena       | 25 maja 1996         |
| Rekord Ameryki Płd.            | Edgar Baumann      | 84,70 | San Marcos | 17 października 1999 |
| Rekord mistrzostw Ameryki Płd. | Arley Ibargüen     | 81,07 | Lima       | 20 czerwca 2009      |
| Listy światowe                 | Vadims Vasiļevskis | 88,22 | Tartu      | 28 maja 2011         |
| Listy Ameryki Płd.             | Dairon Márquez     | 79,01 | Bogota     | 7 maja 2011          |

## Rezultaty

### Finał
Rozegrano tylko rundę finałową, która odbyła się 5 czerwca. Złoty medal, rzutem w czwartej serii, zapewnił sobie Kolumbijczyk Arley Ibargüen.
| Poz. | Imię i nazwisko         | Reprezentacja | 1     | 2     | 3     | 4     | 5     | 6     | Rezultat |
| ---- | ----------------------- | ------------- | ----- | ----- | ----- | ----- | ----- | ----- | -------- |
|      | Arley Ibargüen          | Kolumbia      | 69,16 | X     | X     | 73,61 | X     | 73,43 | 73,61    |
|      | Dairon Márquez          | Kolumbia      | 72,63 | 72,46 | 71,29 | 72,27 | 73,15 | 72,21 | 73,15    |
|      | Víctor Fatecha          | Paragwaj      | 66,70 | 71,09 | 66,70 | X     | 72,51 | 71,15 | 72,51    |
| 4    | Braian Toledo           | Argentyna     | 70,81 | 64,77 | 71,05 | 70,49 | 68,22 | 71,15 | 71,05    |
| 5    | Júlio César de Oliveira | Brazylia      | 67,42 | 69,98 | X     | 68,28 | 70,40 | 70,94 | 70,94    |
| 6    | Jander Nunes            | Brazylia      | 65,91 | 67,40 | 65,95 | 69,53 | X     | 65,54 | 69,53    |
| 7    | Diego Moraga            | Chile         | 66,90 | X     | 60,38 | 65,83 | X     | 65,21 | 66,90    |
| 8    | Tomás Guerra            | Chile         | 65,97 | X     | 65,45 | 64,16 | X     | 66,51 | 66,51    |
| 9    | Edgar Jara              | Paragwaj      | 56,72 | 56,55 | 61,95 |       |       |       | 61,95    |
| 10   | José Escobar            | Ekwador       | 61,76 | X     | X     |       |       |       | 61,76    |
| 11   | Pablo Mauricio Jaime    | Argentyna     | 57,03 | 59,02 | 53,55 |       |       |       | 59,02    |